# Dziesiąta
Dziesiąta – dzielnica mieszkaniowa Lublina. Nazwa dzielnicy pochodzi od istniejącej tam wcześniej wsi.

## Historia

### Przed 1944
Dzielnica zajmuje teren wsi Dziesiąta utworzonej, najpóźniej w XII w., w drodze osiedlania się ludności niewolniczej, tworzącej „dziesiątle”, czyli grupy skupiające po 10 niewolników. Według informacji przekazanej przez Jana Długosza we wsi mieszkali sokolnicy, czyli ludzie hodujący i tresujący sokoły potrzebne na książęce polowania.
Dziesiąta była własnością monarszą do XIV wieku, kiedy to Władysław Łokietek lub Kazimierz Wielki nadał archidiakonom lubelskim tę wieś liczącą 12 łanów kmiecych w zamian za grunty miejskie między kościołem św. Michała a klasztorem dominikanów.  
Wieś położona była w drugiej połowie XVI wieku w powiecie lubelskim województwa lubelskiego. Znajdował się tu folwark i dwór, będący rezydencją archidiakonów lubelskich, w którym przebywał także Jan Kochanowski. Poeta z Czarnolasu uwiecznił Dziesiątą we fraszce Do doktora Montana, poświęconej ówczesnemu archidiakonowi Jakubowi Montanie.
Północną część dzielnicy wybudowano jako osiedle przemysłowe na przełomie wieków XIX i XX. Powstały tam ubogie kamienice skupione wokół ulicy Władysława Kunickiego, będącej główną, ruchliwą arterią dzielnicy, prowadzącą do Biłgoraja i Przemyśla. Wokół kamienic przy Kunickiego i bocznych uliczkach powstała małomiasteczkowa zabudowa, włącznie z wzniesionymi w okresie PRL-u małymi blokami przy ulicach Czeskiej, Spacerowej, Kwiatowej i Wyścigowej.
W okresie międzywojennym przy ulicy Nowy Świat, prowadzącej od Kunickiego na Wrotków, powstało nowoczesne osiedle kolejarskie, rozbudowane po II wojnie światowej. Na południe od Nowego Światu, na gruntach tzw. obozu południowego, powstały jednostki wojskowe wraz z blokami mieszkalnymi dla garnizonu, zlokalizowanymi na północnym krańcu ulicy Xawerego Dunikowskiego koło bocznicy kolejowej.
Główna część dzielnicy, na południe od osiedla przemysłowego, została w okresie międzywojennym zaprojektowana jako miasto-ogród, co jednak nie zostało do końca zrealizowane z powodu wybuchu II wojny światowej. Z drugiej strony charakter miasta-ogrodu nadal jest widoczny, przede wszystkim w układzie ulic dzielnicy. Przed wybuchem II wojny światowej w stylu dworkowym powstały najstarsze domki miasta-ogrodu, w których osiedlili się przede wszystkim dawni legioniści i weterani walk o niepodległość.

### Okres PRL
Po wypędzeniu hitlerowskich okupantów z Lublina w lipcu 1944 radzieckie władze wojskowe zwiozły lokalnych bojowników Polski Podziemnej na skwer przy zachodnim krańcu osiedla przy Nowym Świecie, skąd zostali przetransportowani do łagrów w ZSRR. Wydarzenie to zostało upamiętnione obeliskiem w miejscu zbiórki, nazwanym Skwerem Borowiczan.
Tuż po wojnie na granicy osiedla przemysłowego i willowego powstało przy ulicy Kunickiego kilka masywnych bloków oraz budynek szkoły. Na tyłach, przy ulicy Franciszka Mireckiego, zostały ulokowane później baraki socjalne. W kolejnych dziesięcioleciach osiedle domków jednorodzinnych rozrastało się od części przedwojennej coraz bardziej na południe, kosztem dawnej wsi Dziesiąta.
W latach 1971–1975 na zachodnim krańcu dzielnicy Pracownicza Spółdzielnia Mieszkaniowa „Kolejarz” zbudowała z wielkiej płyty osiedle im. Leona Kruczkowskiego, składające się z sześciu wieżowców i czternastu liniowców (ulice: Zbigniewa Herberta, Błękitna, Młodzieżowa, Róży Wiatrów i Jacka Przybylskiego). Osiedle to liczy ok. 4 000 mieszkańców. W zarząd administracji osiedla Kruczkowskiego weszły również dwa starsze bloki, wcześniej komunalne, wykupione przez PSM „Kolejarz”: jeden przy ulicy Wyścigowej i jeden przy ulicy Kunickiego.

### III RP
W XXI wieku między zagajnikiem przy Szpitalu Kolejowym naprzeciw osiedla Kruczkowskiego a jednostką wojskową i blokami przy ulicy Xawerego Dunikowskiego powstało osiedle Brzozy, składające się z kilku budynków wielorodzinnych. Przeprowadzona w roku 2007 modernizacja ulicy Kunickiego polegała na jej poszerzeniu, przy czym większa część jezdni została wyłączona z ruchu, przez co pas ruchu w kierunku Śródmieścia uległ zwężeniu. Rezultatem tego są częste zatory w godzinach szczytu. W 2011 roku oddano do użytku ulicę Dywizjonu 303, będącą przedłużeniem ul. Krańcowej.

## Urbanistyka
Zabudowa rozwijała się w kierunku południowym, dlatego idąc z północy na południe można zaobserwować stopniowe zmiany architektury przeważającej części domków, od stylu dworkowego i na wpół wiejskiego, przez charakterystyczne dla okresu PRL kształty oparte na prostych bryłach i płaskich dachach, aż do architektury ostatnich dziesięcioleci. Z północy na południe domki stają się coraz bogatsze, a ogrody młodsze i mniej zadrzewione.
Między domkami jednorodzinnymi znajdują się również baraki socjalne (przy ulicy Waleriana Łukasińskiego), zakłady przemysłowe (BioMaxima i Bar Service przy ulicy Franciszka Mireckiego oraz kilka zakładów przy ulicy Seweryna Sierpińskiego, która wyrasta na główną arterię południa Dziesiątej) i zieleńce (przy ulicy Juliusza Słowackiego koło stadionu Sygnału Lublin, przy ulicy Henryka Siemiradzkiego i w najnowszej części osiedla domków jednorodzinnych przy ulicy Ewy Szelburg-Zarembiny). Między ulicami Zemborzycką, Słowackiego, Mickiewicza i Kunickiego znajduje się stadion klubu sportowego "Sygnał" – Lublin. Na wschodnim krańcu dzielnicy znajdują się ogródki działkowe, podtapiane przez Czerniejówkę.

## Instytucje
W granicach dzielnicy znajdują się m.in. Browar Perła S.A. (ul. Kunickiego), jednostka wojskowa (ul. Nowy Świat i ul. Herberta), dwa szpitale (ul. Herberta oraz ul. Abramowicka) oraz areszt śledczy (ul. Południowa). Znajdują się tam także szkoły podstawowe, liceum i dwa zespoły szkół. Najstarsza placówka oświatowa, Szkoła Podstawowa nr 2 im. Jana Kochanowskiego, powstała w 1924. Działają ponadto dwie parafie rzymskokatolickie: pw. Najświętszego Serca Jezusowego oraz Matki Bożej Fatimskiej – obie przy ul. Kunickiego. Przy ul. Kochanowskiego znajduje się miejscowy zbór Kościoła Chrześcijan Baptystów, a przy ul. Pawłowa 37 działa Sala Królestwa Świadków Jehowy, w której zgromadzają się 3 zbory.

## Administracja
Granice administracyjne Dziesiątej określa statut dzielnicy uchwalony 19 lutego 2009. Granice Dziesiątej tworzą: od  wschodu  rzeka Czerniejówka, od południa od rzeki Czerniejówki w kierunku ul. Świętochowskiego, od zachodu ul. Świętochowskiego w kierunku Zemborzyckiej – ul. Zemborzycka – ul. Smoluchowskiego, od północy tory PKP.
Dziesiąta ma powierzchnię 6,61 km². Według stanu na 30 czerwca 2018 na pobyt stały na Dziesiątej było zarejestrowanych 22 102 osób.